# EMI Records
EMI Records je hudební vydavatelství založené v roce 1972 vlastněné společností EMI. Pod touto značkou vydávali například John Cale, Kate Bushová, Kraftwerk, Iron Maiden, Olivia Newton-Johnová, Sex Pistols a další.